# Place Sarah-Monod
La place Sarah-Monod est une voie située dans le 12e arrondissement de Paris, en France.

## Situation et accès
La place Sarah-Monod est desservie par la station Montgallet, sur la ligne 8 du métro.

## Origine du nom
La voie porte le nom de Sarah Monod (1838-1912), philanthrope et féministe protestante française.

## Historique
La dénomination a été votée en 2021, en mémoire de cette ancienne directrice de l'Hôpital des Diaconesses de Reuilly, établissement qui se situe à proximité de la place.